# Mesopolobus ramulosus
Mesopolobus ramulosus is een vliesvleugelig insect uit de familie Pteromalidae. De wetenschappelijke naam is voor het eerst geldig gepubliceerd in 2012 door Narendran.